# Elettrotreno MF 19
L'elettrotreno MF 19 (Metro Fer appel d'offres 2019, in precedenza conosciuto come MP XY) è un futuro materiale rotabile su ferro da impiegare sulla metropolitana di Parigi.
Sono previsti massimo 410 treni (da ordinare in due trance) per equipaggiare 8 linee di metropolitana in 2 formazioni (da 4 e da 5 vetture), in 2 versioni (CC Condotta Conduttore e CA Condotta Automatica), in 2 lunghezze (versione corta da 76 metri massimo e versione lunga da 77,44 metri massimo), in configurazioni (CA5V, CC5V, CC4V) trasformabili nel tempo, che entreranno in servizio tra il 2023 e il 2030:
- Linea 3 – CA5V – sostituzione degli MF 67 dal 2028 al 2030;
- Linea 3 bis – CC4V – sostituzione degli MF 67 nel 2025;
- Linea 7 – CA5V – sostituzione degli MF 77 dal 2027 al 2029;
- Linea 7 bis – CC4V – sostituzione degli MF 88 nel 2024;
- Linea 8 – CC5V – sostituzione degli MF 77 dal 2027 al 2029;
- Linea 10 – CC5V – sostituzione degli MF 67 dal 2023 al 2025;
- Linea 12 – CC5V – sostituzione degli MF 67 dal 2025 al 2027;
- Linea 13 – CA5V – sostituzione degli MF 77 dal 2028 al 2030.